# ورزشگاه ولودروم
ورزشگاه ولودروم (به فرانسوی: Stade Vélodrome) ورزشگاهی در مارسی، فرانسه و ورزشگاه خانگی باشگاه فوتبال المپیک مارسی است. این ورزشگاه در سال ۱۹۳۷ میلادی ساخته شده و ظرفیت آن ۴۲٬۰۰۰ است.
ورزشگاه ولودروم میزبان جام جهانی فوتبال ۱۹۳۸، جام جهانی فوتبال ۱۹۹۸ و جام ملت‌های اروپا ۱۹۶۰ بوده‌است.

## تماشاگران
| فصل      | میانگین | لیگ      |
| -------- | ------- | -------- |
| ۰۱–۲۰۰۰  | ۵۰٬۷۵۵  | دسته اول |
| ۰۲–۲۰۰۱  | ۵۰٬۰۳۰  | دسته اول |
| ۰۳–۲۰۰۲  | ۴۸٬۲۳۳  | لیگ ۱    |
| ۰۴–۲۰۰۳  | ۵۱٬۷۸۵  | لیگ ۱    |
| ۰۵–۲۰۰۴  | ۵۲٬۹۹۶  | لیگ ۱    |
| ۰۶–۲۰۰۵  | ۴۹٬۷۳۱  | لیگ ۱    |
| ۰۷–۲۰۰۶  | ۴۹٬۰۰۵  | لیگ ۱    |
| ۰۸–۲۰۰۷  | ۵۲٬۶۰۱  | لیگ ۱    |
| ۰۹– ۲۰۰۸ | ۵۲٬۲۷۶  | لیگ ۱    |
| ۲۰۰۹–۱۰  | ۵۰٬۰۴۵  | لیگ ۱    |
| ۱۱–۲۰۱۰  | ۵۱٬۰۸۱  | لیگ ۱    |
| ۲۰۱۱–۱۲  | ۴۰٬۴۴۵  | لیگ ۱    |

## مسابقات جام جهانی فوتبال ۱۹۳۸
| تاریخ        | ساعت  | تیم     | نتیجه           | تیم   | مرحله      | تماشاگران |
| ------------ | ----- | ------- | --------------- | ----- | ---------- | --------- |
| ۵ ژوئن ۱۹۳۸  | ۱۷:۰۰ | ایتالیا | ۲–۱ (وقت اضافه) | نروژ  | اول        | ۱۸٬۰۰۰    |
| ۱۶ ژوئن ۱۹۳۸ | ۱۸:۰۰ | ایتالیا | ۲–۱             | برزیل | نیمه نهایی | ۳۰٬۰۰۰    |

## مسابقات جام جهانی فوتبال ۱۹۹۸
| تاریخ        | ساعت  | تیم      | نتیجه          | تیم           | مرحله            | تماشاگران |
| ------------ | ----- | -------- | -------------- | ------------- | ---------------- | --------- |
| ۱۲ ژوئن ۱۹۹۸ | ۲۱:۰۰ | فرانسه   | ۳–۰            | آفریقای جنوبی | گروه C           | ۵۵٬۰۷۷    |
| ۱۵ ژوئن ۱۹۹۸ | ۱۴:۳۰ | انگلستان | ۲–۰            | تونس          | گروه G           | ۵۴٬۵۸۷    |
| ۲۰ ژوئن ۱۹۹۸ | ۲۱:۰۰ | هلند     | ۵–۰            | کره جنوبی     | گروه E           | ۵۵٬۰۰۰    |
| ۲۳ ژوئن ۱۹۹۸ | ۲۱:۰۰ | برزیل    | ۱–۲            | نروژ          | گروه A           | ۵۵٬۰۰۰    |
| ۲۷ ژوئن ۱۹۹۸ | ۱۶:۰۰ | ایتالیا  | ۱–۰            | نروژ          | مرحله یک شانزدهم | ۵۵٬۰۰۰    |
| ۴ ژوئیه ۱۹۹۸ | ۱۶:۰۰ | هلند     | ۲–۱            | آرژانتین      | یک چهارم نهایی   | ۵۵٬۰۰۰    |
| ۷ ژوئیه ۱۹۹۸ | ۲۱:۰۰ | برزیل    | ۱–۱ (۴–۲ pen.) | هلند          | نیمه نهایی       | ۵۴٬۰۰۰    |